# Остриця (Смолянська область)
Остри́ця (болг. Острица) — село в Смолянській області Болгарії. Входить до складу общини Чепеларе.

## Населення
За даними перепису населення 2011 року у селі проживали 46 осіб, з них 42 особи (95,5%) — болгари.
Розподіл населення за віком у 2011 році:
Динаміка населення: